# 오사카부립 중앙 도서관

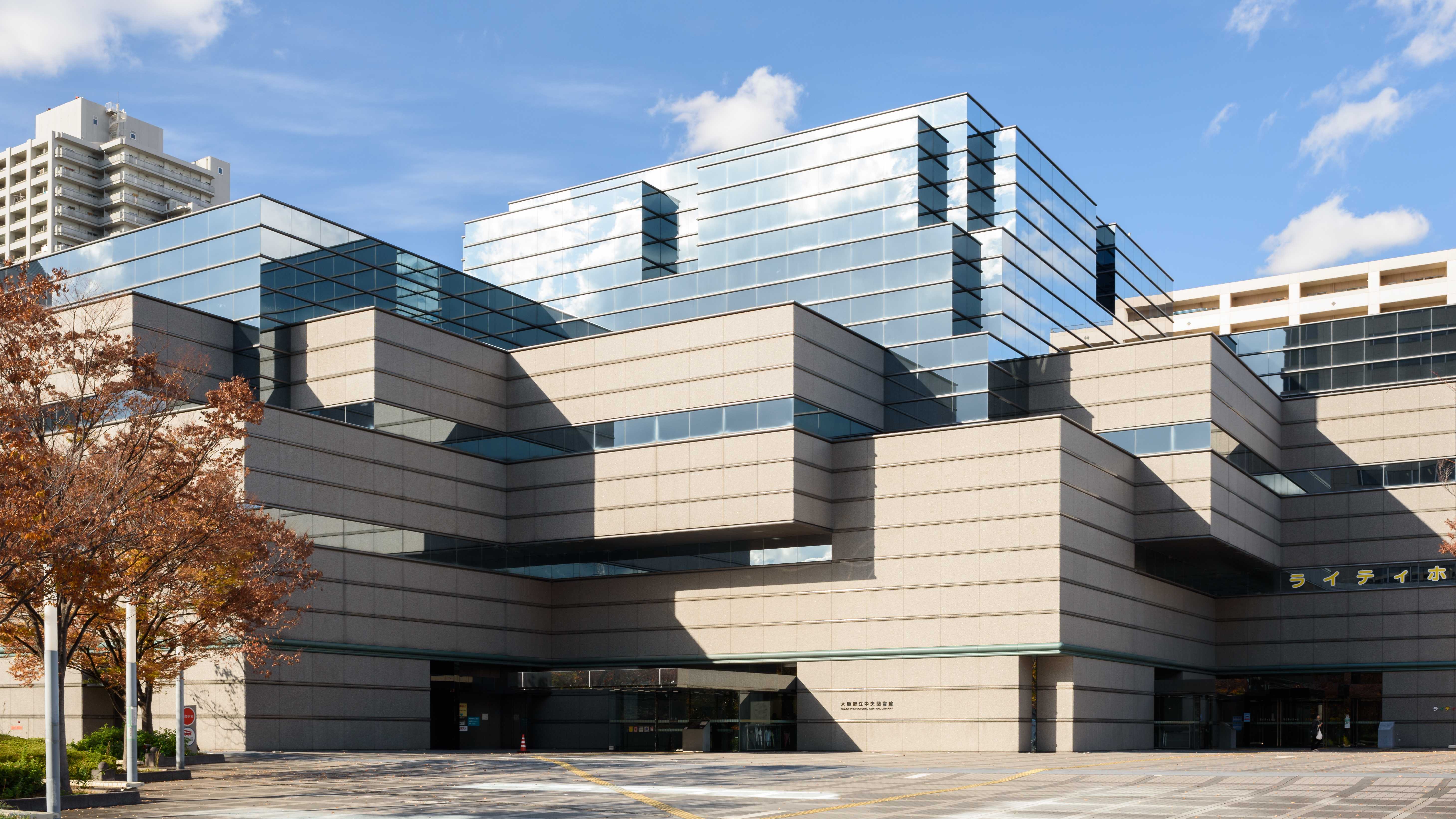

오사카 부립 중앙 도서관(일본어: 大阪府立中央図書館, 영어: Osaka Prefectural Central Library)은 일본 오사카부 히가시오사카시에 있는 오사카 부립 도서관이다.